# Abandonware
Abandonware é um produto (normalmente software) ignorado por seu proprietário e fabricante e para o qual não há suporte oficial disponível. Embora esse software ainda esteja protegido por direitos autorais, o proprietário pode não estar rastreando violações de direitos autorais.
Dentro de um contexto de direitos intelectuais, abandonware é um subcaso do conceito geral de obras órfãs de software (ou hardware). Museus e várias organizações dedicadas a preservar este software continuam a fornecer acesso legal.

## Definição
As definições de "abandonado" variam mas, em geral, é como qualquer item abandonado. É  ignorado pelo proprietário e, como tal, o suporte ao produto e a aplicação de direitos autorais também são, possivelmente, "abandonados".

### Tipos
O termo "abandonware" é amplo e abrange muitos tipos de software antigo.

Software comercial sem suporte, mas ainda de propriedade de uma empresa viávelA disponibilidade do software depende da atitude da empresa em relação ao software. Em muitos casos, a empresa que detém os direitos do software pode não ser aquela que o originou ou pode não reconhecer sua propriedade. Algumas empresas, como a Borland, disponibilizam alguns softwares  online, na forma de software gratuito (freeware). Outras, como a Microsoft, não disponibilizam versões antigas para uso livre e não permitem que as pessoas copiem o software.
Software comercial de propriedade de uma empresa que não está mais no mercadoQuando não existe nenhuma entidade proprietária de um software, todas as atividades (suporte, distribuição, atividades de IP e etc.) em relação a este software cessaram. Se os direitos de um software não forem recuperáveis no limbo legal ("trabalho órfão"), os direitos do software não podem ser comprados por outra empresa e não há empresa para fazer cumprir os direitos autorais. Um exemplo disso é o compilador PL/I original da Digital Research para DOS que foi considerado, por muitos anos, como sem um proprietário. A Micro Focus, que adquiriu a Novell, que comprou os ativos da Digital Research, possui este compilador PL/I antigo mas tem uma oferta PL/I mais atualizada.
Shareware cujo autor ainda o disponibilizaEncontrar versões históricas pode ser difícil, pois a maioria dos arquivos de shareware remove versões anteriores com o lançamento de novas versões. Os autores podem ou não disponibilizar versões mais antigas. Alguns sites coletam e oferecem, para download, versões antigas de sharewares, freewares e aplicativos comerciais. Em alguns casos, esses sites tiveram que remover versões anteriores do software, especialmente se a empresa que produz o software ainda o mantém ou se versões posteriores do software introduzem gerenciamento de direitos digitais (por meio do qual versões antigas podem ser vistas como "burlando" o DRM).
Programas shareware de código aberto e freewares que foram abandonados sem suporte ou sem manutençãoEm alguns casos, o código-fonte permanece disponível, o que pode ser um artefato histórico. Um desses casos é o PC-LISP, ainda encontrado online, que implementa o dialeto Franz Lisp. O PC-LISP baseado em DOS ainda funciona bem em emuladores e no Microsoft Windows.
Código órfãoO código-fonte ou executável ainda pode estar disponível, mas o autor é desconhecido ou apenas identificado por um e-mail morto (ou equivalente) e não há perspectiva realista de encontrar o proprietário do IP.

## Implicações
Se um produto de software atinge o fim de sua vida útil e se torna abandonware, os usuários são confrontados com vários problemas potenciais. Dentre os quais, podemos mencionar a ausência da disponibilidade de compra além do software usado e a ausência do suporte técnico para correções de compatibilidade relacionadas ao hardware e aos sistemas operacionais mais recentes. Esses problemas são exacerbados se o software for vinculado à uma mídia física com uma expectativa de vida limitada (como disquetes, mídias óticas e etc.) e os backups forem impossíveis, devido à proteção contra cópia ou à lei de direitos autorais. Se um software for distribuído apenas em formato digital, bloqueado por DRM ou como SaaS, o desligamento dos servidores levará à perda pública do software. Se o produto de software não tiver alternativa, a falta de disponibilidade de substituição torna-se um desafio para o uso contínuo do software.
Além disso, uma vez que um produto de software se tornou abandonware para um desenvolvedor, mesmo software historicamente importante pode se perder para sempre com muita facilidade, como vários casos mostraram. Um dos muitos exemplos é o fechamento da Atari em Sunnyvale, Califórnia (em 1996), quando os códigos-fonte originais de vários marcos da história dos videogames (como Asteroids ou Centipede) foram jogados fora como lixo.
Além disso, a indisponibilidade de software e do código-fonte associado pode ser um obstáculo para a pesquisa e arqueologia de software.

## Resposta ao abandonware

### Primeiros websites de abandonware
Como resposta à indisponibilidade do abandonware, pessoas distribuíram software antigo desde o início da computação pessoal, mas a atividade permaneceu baixa até o advento da Internet. As trocas (negociações) de jogos antigos levaram muitos nomes e formas e o termo "abandonware" foi cunhado por Peter Rigering no final de 1996. Ringering encontrou sites de jogos clássicos semelhantes aos seus, contatou seus webmasters e, em fevereiro de 1997, formou o anel abandonware
original. Este webring original foi pouco mais do que uma coleção de sites ligando para adventureclassicgaming.com. Outro foi um site indexando todos eles para fornecer uma instalação de busca rudimentar. Em outubro de 1997, a 
associação interativa de software digital enviou cartas cease and desist a todos os sites dentro do anel abandonware, o que levou ao desligamento de muitos. Um efeito Streisand estimulou outros a criarem novos sites de abandonware e organizações que vieram para superar os membros originais do anel. Sites formados após o desaparecimento do anel abandonware original incluem abandonia, bunny abandonware e home of the underdogs. Nos últimos anos, os sites
abandonware ativamente adquiriram e receberam permissões de desenvolvedores e titulares de direitos autorais (por exemplo, Jeff Minter, Magnetic Fields ou Gremlin Interactive) para redistribuição legal de obras abandonadas. Um exemplo é o World of Spectrum, que adquiriu a permissão de muitos desenvolvedores e retraiu com sucesso um caso DMCA.

### Arquivos
Vários websites arquivam abandonware para download, incluindo versões antigas de aplicativos que são difíceis de encontrar por qualquer outro meio. Grande parte deste software se encaixa na definição de "software que não é mais atual mas ainda é de interesse". A linha que separa o uso e a distribuição de abandonware da violação de direitos autorais não é distintamente visível e o termo abandonware também é usado no caso de distribuição de software sem a notificação adequada do proprietário.
O Internet Archive criou um arquivo que descreve como "software vintage", como uma forma de preservá-los. O projeto defendia uma isenção da lei de direitos autorais do milênio digital (DMCA) dos Estados Unidos da América para permitir que eles contornassem a proteção contra cópia, que foi aprovada em 2003 por um período de três anos. A isenção foi renovada em 2006 e, a partir de 27 de outubro de 2009, foi prorrogada indefinidamente na pendência de novas regulamentações. O Arquivo não oferece este software para download, visto que a isenção é apenas "para fins de preservação ou reprodução arquivística de obras digitais publicadas por uma biblioteca ou arquivo." No entanto, em 2013 o Arquivo da Internet passou a disponibilizar jogos antigos como emulação jogável em navegador via MESS (o jogo de Atari 2600, E.T. o extraterrestre, por exemplo). Desde 23 de dezembro de 2014, o Internet Archive apresenta, por meio de uma emulação DOSBox baseada em navegador, milhares de jogos DOS/PC arquivados (apenas para "fins de estudos, conhecimento, cultura e pesquisa").
A partir de volta de 2006, a biblioteca do congresso iniciou a preservação de longa data de video games com a lista Canon dos jogos. Em setembro de 2012, a coleção tinha quase 3.000 jogos de muitas plataformas e também cerca de 1.500 guias de estratégia. Por exemplo, o código-fonte do jogo Duke Nukem: Critical Mass para PlayStation portátil inédito foi descoberto em agosto de 2014 para ser preservada na biblioteca do congresso.
Desde cerca de 2009, o centro internacional para a história dos jogos eletrônicos (ICHEG) adotou uma abordagem em cinco frentes para a preservação de video games: software e hardware originais, materiais de marketing e publicações, registros de produção, captura de jogos e, finalmente, o código-fonte. Em dezembro de 2013, o ICHEG recebeu uma doação de vários video games SSI, como o Computer Bismarck por exemplo, incluindo o código-fonte para preservação. Em 2014, uma coleção de jogos Brøderbund, um código-fonte de máquina arcade Atari "virtualmente completo" e uma coleção de ativos foram adicionados.
Em 2010, o Museu da História do Computador começou com a preservação do código-fonte de software importante, começando com o MacPaint 1.3 da Apple. Em 2012, aconteceu o mesmo com a linguagem de programação APL. A Adobe Systems, Inc. doou o código-fonte do Photoshop 1.0.1 para a coleção em fevereiro de 2013. O código-fonte é disponibilizado ao público sob uma licença não comercial própria. Em 25 de março de 2014, a Microsoft seguiu com a doação de variantes do MS-DOS, bem como Word para Windows 1.1a sob sua própria licença. Em 21 de outubro de 2014, o código fonte do Xerox Alto e outros recursos seguiram o mesmo caminho.
Em 2012, um grupo de museus e organizações da europa iniciaram a federação europeia de arquivos de jogos, museus e projetos de preservação (EFGAMP) para unir forças para "preservar o legado dos jogos". No Japão também, o arquivamento do software de video games é feito há vários anos.
Em 2012, o MoMA começou com o arquivamento de video games e tenta explicitamente obter o código-fonte deles.
Existem também alguns casos em que o código-fonte dos jogos foi doado à uma comunidade de fãs para preservação de longa data (vários títulos da série de video games Wing Commander ou o Ultima 9 da série Ultima por exemplo). Em 2008, um disco rígido com todo o código-fonte de
video games Infocom apareceu de uma fonte anônima e foi arquivado adicionalmente pelo Internet Archive.

### Suporte da comunidade
Em resposta à falta de suporte ao software, às vezes a comunidade de usuários do software começa a fornecer suporte (correções de bugs, adaptações de compatibilidade etc.), mesmo sem o código-fonte disponível, a documentação do software interno e as ferramentas originais do desenvolvedor. Os métodos são depuração, engenharia reversa de formatos de arquivo e dados e hacking de executáveis binários. Frequentemente, os resultados são distribuídos como patches não oficiais. Exemplos notáveis são o Fallout 2, o Vampire: The Masquerade - Bloodlines ou mesmo o Windows 98. Por exemplo, em 2012, quando o jogo multijogador Supreme commander: forged alliance tornou-se abandonware sem suporte quando o servidor multijogador oficial e o suporte foram encerrados, a própria comunidade do jogo assumiu o controle com um 
servidor e um 
cliente multijogador auto-desenvolvido.

### Relançamentos por distribuição digital
Com a nova possibilidade de distribuição digital surgindo em meados de 2000, a distribuição comercial de muitos títulos antigos tornou-se viável novamente, pois os custos de implantação e armazenamento caíram significativamente. Um distribuidor digital especializado em trazer jogos antigos do abandonware é o GOG.com (anteriormente chamado de good old games), que começou em 2008 a procurar detentores de direitos autorais de jogos clássicos para liberá-los legalmente e sem DRM novamente. Por exemplo, em 9 de dezembro de 2013, o video game de estratégia em tempo real Conquest: Frontier Wars foi, após dez anos de indisponibilidade, relançado pela gog.com, incluindo também o código-fonte.

## Argumentos à favor e contra a distribuição
Os defensores da preservação do abandonware argumentam que é mais ético fazer cópias desse software do que de um software novo que ainda vende. Aqueles que ignoram a lei de direitos autorais interpretaram incorretamente que isso significa que abandonware é legal para distribuição, embora nenhum software escrito desde 1964 seja antigo o suficiente para que os direitos autorais tenham expirado nos Estados Unidos da América. Mesmo nos casos em que a empresa original não existe mais, os direitos geralmente pertencem à outra pessoa, embora ninguém possa rastrear a propriedade real, incluindo os próprios proprietários.
Os defensores do abandonware também frequentemente citam a preservação histórica como uma razão para trocar ("comercializar") software abandonado. Mídias de computador mais antigas são frágeis e sujeitas à rápida deterioração, exigindo a transferência desses materiais para mídias mais modernas e estáveis e a geração de muitas cópias para garantir que o
software, simplesmente, não desapareça. Os usuários de sistemas de computador mais antigos ainda funcionais argumentam pela necessidade do
abandonware porque o relançamento do software pelos detentores dos direitos autorais, provavelmente, terá como alvo sistemas modernos ou mídia incompatível, impedindo a compra legal de software compatível.
Aqueles que se opõem à essas práticas argumentam que, a distribuição nega ao detentor dos direitos autorais as vendas potenciais, na forma de títulos relançados, emulação oficial e assim por diante. Da mesma forma, eles argumentam que, se as pessoas puderem adquirir uma versão antiga de um programa gratuitamente, será menos provável que comprem uma versão mais recente se a versão anterior atender às suas necessidades.
Alguns desenvolvedores de jogos mostraram simpatia por sites de abandonware, pois preservam seus títulos de jogos clássicos.
[...] pessoalmente, acho que os sites que oferecem suporte a esses jogos antigos são bons tanto para os consumidores quanto para os detentores dos direitos autorais. Se as opções forem (a) ter um jogo perdido para sempre e (b) tê-lo disponível em um desses  sites, eu gostaria que ele estivesse disponível. Dito isso, acredito que um jogo só é "abandonado" muito tempo depois de estar esgotado. E só porque um livro está esgotado não me dá o direito de imprimir alguns para meus amigos.— Richard Garriott 
Isso é pirataria? Sim claro. Mas e daí? A maioria dos fabricantes de jogos não está mais vivendo da receita desses jogos antigos. A maioria das equipes criativas por trás de todos esses jogos há muito deixou as empresas que os publicaram, então não há como as pessoas que merecem continuarem ganhando royalties com eles. Então vá em frente e roube este jogo! Espalhe o amor!— Tim Schafer 
Se eu possuísse os direitos autorais do Total Annihilation, provavelmente permitiria que ele fosse compartilhado gratuitamente "agora" (quatro anos depois de ter sido originalmente lançado)— Chris Taylor 

## Legislação
Na maioria dos casos, o software classificado como abandonware não é de domínio público, pois nunca teve seu direito autoral original oficialmente revogado e alguma empresa ou indivíduo ainda pode possuir os direitos. Embora o compartilhamento de tal software seja geralmente considerado violação de direitos autorais, na prática os detentores de direitos autorais raramente impõem seus direitos autorais de abandonware por uma série de razões (principalmente entre as quais o software é tecnologicamente obsoleto e, portanto, não tem valor comercial, tornando a aplicação dos direitos autorais de uma empresa inútil). Por padrão, isso pode permitir que o produto caia de fato no domínio público a tal ponto que a fiscalização se torne impraticável.
Raramente um caso de abandonware foi a tribunal, mas ainda é ilegal distribuir cópias de jogos e softwares protegidos por direitos autorais antigos, com ou sem compensação, em qualquer país signatário da Convenção de Berna.

### Aplicação de direitos autorais
Direitos autorais antigos geralmente são deixados sem defesa. Isso pode ser devido à não aplicação intencional pelos proprietários devido à idade ou obsolescência do software, mas às vezes resulta da saída de um detentor de direitos autorais corporativos do negócio sem transferir explicitamente a propriedade, não deixando ninguém ciente do direito de defender os direitos autorais.
Mesmo que o direito autoral não seja defendido, a cópia de tal software ainda é ilegal na maioria das jurisdições quando um direito autoral ainda está em vigor. O abandonware muda de mãos no pressuposto de que os recursos necessários para fazer cumprir os direitos autorais excedem os benefícios que um detentor de direitos autorais pode obter com a venda de licenças de software. Além disso, os proponentes do abandonware argumentam que distribuir software para o qual não há ninguém para defender os direitos autorais é moralmente aceitável, mesmo quando não é suportado pela lei atual. As empresas que fecharam as portas sem transferir seus direitos autorais são um exemplo disso. Muitas empresas de hardware e software que desenvolveram sistemas mais antigos estão há muito tempo fora do mercado e a documentação precisa dos direitos autorais pode não estar prontamente disponível.
Frequentemente, a disponibilidade de abandonware na Internet está relacionada à disposição dos detentores dos direitos autorais em defender seus direitos autorais. Por exemplo, jogos não onerados para o Colecovision são marcadamente mais fáceis de encontrar na Internet do que jogos não onerados para o Mattel Intellivision, em grande parte porque ainda há uma empresa que vende jogos para o Intellivision enquanto tal empresa não existe para o Colecovision.

### DMCA
A lei de direitos autorais do milênio digital (DMCA) pode ser um problema para a preservação de software antigo, pois proíbe as técnicas necessárias. Em outubro de 2003, o Congresso dos Estados Unidos da América aprovou 4 cláusulas (direcionadas ao DMCA) que permitem a engenharia reversa de software em caso de preservação. 
"3. Programas de computador e video games distribuídos em formatos que se tornaram obsoletos e que requerem a mídia ou o hardware original como condição de acesso. ... O registo concluiu que na medida em que as bibliotecas e arquivos desejam fazer cópias de preservação de software e video games publicados que foram distribuídos nos formatos que estão (seja porque o meio físico no qual foram distribuídos não está mais em uso ou porque o uso de um sistema operacional obsoleto é necessário), tal atividade é um uso não infrator coberto pela seção 108 (c) da lei de direitos autorais."— Isenção de proibição de evasão de sistemas de proteção de direitos autorais para tecnologias de controle de acesso

### Lei de direitos autorais dos E.U.A.
Atualmente, a lei de direitos autorais dos Estados Unidos da América não reconhece o termo ou conceito "abandonware", enquanto o conceito geral de "obras órfãs" é reconhecido. Há um conceito antigo de abandono na lei de marcas como resultado direto do termo infinito de proteção de marcas. Atualmente, um direito autoral pode ser liberado para o domínio público se o proprietário o fizer claramente por escrito. Entretanto, este processo formal não é considerado um abandono mas sim uma liberação. Aqueles que não possuem direitos autorais não podem simplesmente reivindicar o direito autoral abandonado e começar a usar as obras protegidas sem a permissão do detentor dos direitos autorais, que poderia então buscar um recurso legal.
Hospedar e distribuir software protegido por direitos autorais sem permissão é ilegal. Os detentores de direitos autorais, às vezes por meio da associação de software de entretenimento (ESA), enviam cartas de cessar e desistir (C & D), e alguns sites foram desligados ou removeram os softwares "infratores" como resultado. No entanto, a maior parte dos esforços da associação é voltada para novos jogos, devido ao maior valor que tais títulos possuem.

### Lei da União Europeia
Na União Europeia, em 2012, uma "diretiva de obras órfãs" (Diretiva 2012/28/UE) foi constituída e é transferida para as leis dos associados. Embora a terminologia tenha ambiguidades em relação à software e especialmente video games, alguns estudiosos argumentam que os  softwares abandonware de video games se enquadram na definição de obras audiovisuais mencionada ali.

### Expiração de direitos autorais
Depois que os direitos autorais de um software expiram, ele cai automaticamente em domínio público. Esse software pode ser distribuído legalmente sem restrições. No entanto, devido à extensão dos termos de direitos autorais na maioria dos países, isso ainda não aconteceu para a maioria dos softwares. Todos os países que observam a Convenção de Berna impõem a propriedade dos direitos autorais por pelo menos 50 anos após a publicação ou a morte do autor. No entanto, países individuais podem optar por fazer cumprir os direitos autorais por períodos mais longos. Nos Estados Unidos, a duração dos direitos autorais é determinada com base na autoria. Para a maioria das obras publicadas, a duração é de 70 anos após a morte do autor. No entanto, para obras anônimas, obras publicadas sob pseudônimo ou obras contratadas, a duração é de 120 anos após a publicação. Na França, a duração dos direitos autorais é de 70 anos após a data relevante (data da morte do autor ou publicação) para qualquer uma das classes.
No entanto, devido à duração da aplicação de direitos autorais na maioria dos países, é provável que, no momento em que uma peça de software se torne de domínio público, ela já será obsoleta, irrelevante ou incompatível com qualquer  hardware existente. Além disso, devido ao tempo de vida comercial relativamente curto, bem como físico, da maioria das mídias digitais, é inteiramente possível que, quando o direito autoral de um software expirar, ele não existirá mais em qualquer forma. No entanto, uma vez que o maior risco em lidar com abandonware é o da distribuição, isso pode ser mitigado de alguma forma por usuários privados (ou organizações como o Internet Archive) fazendo cópias privadas de tal software, que seriam legalmente redistribuíveis no momento da expiração do direito autoral.

## Alternativas ao abandono de software
Existem alternativas para empresas com um produto de software que enfrenta o fim de vida em vez de abandonar o software em um estado não suportado.

### Disponibilidade como freeware
Algumas comunidades de usuários convencem as empresas a abandonar voluntariamente os direitos autorais sobre o software, colocando-o no domínio público ou relicenciando-o como software livre (freeware). Ao contrário do chamado abandonware, é perfeitamente legal transferir o software que está em domínio público ou licenciado como livre.
A Amstrad é um exemplo que suporta a emulação e a distribuição gratuita de ROMs e software de hardware CPC e ZX Spectrum. A Borland lançou "software antigo" como freeware. A Smith Engineering permite reprodução e distribuição, sem fins lucrativos, de jogos e documentação do Vectrex.
Grupos que negociam com empresas para liberar seu software como freeware se reuniram com resultados mistos. Um exemplo é a biblioteca de títulos educacionais lançados pelo Consórcio de computação educacional de Minnesota (MECC). O MECC foi vendido para a Brøderbund, que foi vendida para a The Learning Company (TLC). Quando a TLC foi contatada para o lançamento de títulos clássicos do MECC como freeware, a documentação provando que a TLC detinha os direitos a esses títulos não pôde ser localizada. Portanto, os direitos para esses títulos estão "no limbo" e existe a possibilidade deles nunca serem relançados legalmente. Direitos autorais perdidos ou pouco claros para o software vintage (que não está mais sendo publicado ou comercializado) não é incomum, como ilustra o caso dos direitos para a série ninguém vive para sempre.

### Suporte por liberação de código-fonte
O problema de falta de suporte técnico para um software pode ser resolvido de forma mais eficaz quando o código-fonte estiver disponível. Portanto, várias empresas decidiram lançar o código-fonte especificamente para permitir que as comunidades de usuários forneçam mais suporte técnico ao software (correções de bugs, adaptações de compatibilidade e etc.), por patches da comunidade ou source ports para novas 
plataformas de computação. Por exemplo, em dezembro de 2015, a Microsoft lançou o código-fonte do Windows Live Writer para permitir que a comunidade continuasse com o suporte.
A Id Software e a 3D Realms são os primeiros proponentes dessa prática, lançando o código-fonte para os motores de jogos de alguns títulos mais antigos sob uma licença de software livre (mas não o conteúdo real do jogo, como níveis ou texturas). Além disso, o designer-chefe do Falcon 4.0, Kevin Klemmick, argumentou em 2011 que a disponibilidade do código-fonte de seu software para a comunidade era uma coisa boa:

Sinceramente, acho que a liberação do código-fonte deve ser o procedimento padrão para empresas que decidem não continuar a oferecer suporte à uma base de código.— Kevin Klemmick entrevistado por Bertolone, Giorgio (12 de março de 2011). «Interview with Kevin Klemmick - Lead software engineer for Falcon 4.0» [Entrevista com Kevin Klemmick - Engenheiro de software líder do Falcon 4.0]. "Liberado para engajar" (em inglês). Consultado em 20 de junho de 2021. Arquivado do original em 18 de março de 2011
O efeito inibidor de atrair uma possível ação judicial pode desencorajar a liberação do código-fonte. Os esforços para persuadir a IBM a lançar o OS/2 como software de código aberto foram ignorados, uma vez que parte do código foi co-desenvolvido pela Microsoft.
No entanto, existem vários exemplos notáveis de software comercial aberto com sucesso, por exemplo, o navegador Netscape Communicator, que foi lançado pela Netscape Communications em 31 de março de 1998. O desenvolvimento continuou sob a égide da Mozilla Foundation e o Netscape Communicator tornou-se a base de vários navegadores, como o Mozilla Firefox.
Outro exemplo importante para software geral de código-fonte aberto é a suíte de escritório StarOffice que foi lançada pela Sun Microsystems em outubro de 2000 como OpenOffice.org e está em desenvolvimento contínuo como LibreOffice e Apache OpenOffice.
Também há muitos exemplos no domínio dos video games: a Revolution Software lançou seu jogo Beneath a Steel Sky como freeware e deu o código-fonte do motor aos autores do ScummVM para adicionar suporte para o jogo. Outros exemplos são o Myth 2, o Call to Power 2 e o Allegiance (da Microsoft) que foram lançados para permitir que a comunidade desse continuidade ao suporte.

## Museus
Museus, sejam físico ou virtuais, fornecem um meio legal para preservar o que de outra forma é um "trabalho órfão".

### WinWorld
O WinWorld é um museu online que contém informações sobre computadores antigos e os  softwares que foram usados com eles. O site também tem "screenshots" e cópias de softwares antigos para download.

### Computadorvintage(VCF)
A federação de computação vintage também promove a preservação de computadores "obsoletos".